# SpellForce 3
SpellForce 3 ist ein Computerspiel, das Elemente von Echtzeit-Strategie und Computer-Rollenspiel miteinander verbindet. Es ist der Nachfolger zu SpellForce: The Order of Dawn und SpellForce 2: Shadow Wars und erschien im Dezember 2017. Anders als die Vorgänger wurde es von Grimlore Games entwickelt, da das Studio Phenomic aufgelöst wurde. Als Publisher fungierte THQ Nordic. Dem Hauptspiel folgten die Erweiterungen Soul Harvest im Mai 2019 und Fallen God im November 2020 sowie die Versus Edition im Jahr 2020. Letztere beinhaltet den kostenlosen Zugang zu begrenzten Gefechtsinhalten, sowohl online als auch offline.
THQ Nordic kündigte im August 2021 mit Spellforce 3: Reforced eine Veröffentlichung auf der Playstation 4, Playstation 5, Xbox One und Xbox Series S|X an. Die Erweiterungen werden ebenfalls mit veröffentlicht, sowohl einzeln als auch in einer Complete Edition. Am 6. Dezember 2021 erschien die Reforced-Version auch für PC.

## Handlung

### Hintergrund
Das Spiel knüpft als Prequel nicht an die Handlung der Vorgänger an, sondern beginnt etwa 500 Jahre vor Teil 1 der Reihe. Einige Jahre vor Beginn der Handlung begann der Magier Isamo Tahar einen Bürgerkrieg, um für die Rechte der Magier zu kämpfen. Sein Kind lehnte sich schließlich gegen ihn auf und sollte daher hingerichtet werden, wurde aber im letzten Moment von General Sentenza Noria gerettet, dessen Aufgabe es war, die Magierrebellion zu beenden, die mit Isamo Tahars Tod endete. Danach half er Isamos Kind, bei der königlichen Armee unterzukommen.

### Handlungsverlauf
Isamo Tahars Sohn oder Tochter – über das Geschlecht entscheidet der Spieler bei der Charaktererstellung – ist die Hauptfigur, über die man zu Beginn der eigentlichen Handlung die Kontrolle übernimmt. Als Mitglied der Wolfsgarde soll Tahar dabei helfen, eine mysteriöse Seuche, den sogenannten Blutbrand, zu bekämpfen. Wegen angeblichen Verrats wird man jedoch kurz darauf ins Gefängnis geworfen, aus dem man dann von Rondar Lacaine befreit wird, dem Anführer der Sekte „Reinheit des Lichts“, die die Nutzung von Magie verbieten will. Lacaine schickt den Spieler los, um den Ursprung des Blutbrands zu finden. Die Elfe Yria und der Zwerg Isgrimm helfen dabei, und zusammen finden sie die uralte Formerstadt Mulandir, in der sie neue Hinweise finden und ihr Hauptquartier aufschlagen. Schließlich finden sie im alten Labor von Tahars totem Vater eine Formerin, die sich als Tahars Mutter und unfreiwilliger Ursprung des Blutbrands herausstellt. In diesem Moment taucht Lacaine auf, und er sperrt ihre Seele in ein Amulett, um ihre Macht für sich zu nutzen.
Anschließend versucht Tahar, die Pläne Lacaines zu vereiteln, der mit Hilfe seines Amuletts und des Allfeuers den Schöpfergott Aonir zurück in die Welt bringen will. Die „Reinheit“ ermordet unterdessen Magier und reißt durch die Einnahme der Hauptstadt schließlich die Macht an sich. In der Hauptstadt kommt es zum finalen Kampf zwischen Lacaine und Tahar sowie dessen Gefährten, wobei sich herausstellt, dass Lacaines Ritual nicht Aonir herbeirufen würde, sondern eine dunkle Wesenheit, die Lacaine die ganze Zeit über getäuscht hat. Nach Tahars Sieg beschließt die Königin, den Zirkel ins Leben zu rufen, eine Vertretung von Magiern, die weitere Kriege verhindern soll.

## Spielprinzip

### Kampagne
Das Spielprinzip ähnelt dem der Vorgänger: Man übernimmt die Kontrolle über eine kleine Gruppe von Helden mit besonderen Fähigkeiten, mit denen man eine Karte erkunden kann. Die Heldengruppe sammelt durch das Töten von Monstern und das Erfüllen von Aufgaben Erfahrungspunkte, die zu Stufenaufstiegen führen. Für Stufenaufstiege erhält man Fähigkeits- und Attributspunkte, durch die die Helden verstärkt werden können, außerdem können Gegenstände gesammelt und die Helden damit ausgerüstet werden. Auf jede Karte kann man maximal drei zusätzliche Helden mitnehmen, die Auswahl ist aber durch zusätzliche Gefährten, die sich Tahar im Laufe der Handlung anschließen, wesentlich größer.
Auf vielen Karten gibt es außerdem einen Echtzeit-Strategieteil. Dort kann man eine Basis errichten, Rohstoffe sammeln und Truppen ausbilden, die die Helden beim Erfüllen ihrer Aufgabe unterstützen. Teilweise ist vorgegeben, welches der drei verfügbaren Völker – Menschen, Elfen und Orks – man in die Schlacht führt, teilweise kann man es sich aussuchen, wenn man sich vorher die Unterstützung des entsprechenden Volks gesichert hat.
In Mulandir hat der Spieler sein Hauptquartier, wo er sich mit seinen Gefährten unterhalten, Handel treiben und seine Truppen verstärken kann. Von hier aus hat man auch Zugriff auf die Weltkarte, von der aus man die jeweils nächste Mission auswählt.
Es ist auch möglich, die Kampagne zusammen mit anderen Spielern im Koop-Modus zu spielen. Die Kontrolle über Helden, Einheitenproduktion, Armee und Wirtschaft lässt sich dabei aufteilen.

### Gefecht
Unabhängig von der Kampagne kann man auf verschiedenen Karten gegen andere Spieler oder computergesteuerte Gegner antreten. Der Mehrspieler-Modus unterstützt Spiele über das Internet und über LAN. Das Gefecht funktioniert wie der Echtzeit-Strategieteil in der Kampagne: Jeder Spieler startet mit einer Basis, in der er Rohstoffe sammeln, Gebäude errichten und Einheiten ausbilden kann. Der Basisbau ist dabei auf den Sektor um das Hauptgebäude herum beschränkt, das außerdem nur eine bestimmte Zahl Arbeiter unterstützt. Mit Helden können weitere Sektoren eingenommen werden, in denen dann zusätzlicher Bauplatz und zusätzliche Arbeiter zur Verfügung stehen. Die Rohstoffe sind Holz, Stein und Eisen sowie – für besonders starke Einheiten – Arya (Menschen), Lenya (Elfen) und Schwarzasche (Orks).

## Rezeption
Die vor Release an die Medien herausgegebene Testversion enthielt so viele Bugs, dass ein Durchspielen teilweise nicht möglich war und mehrere Magazine auf eine Wertung verzichteten. Innerhalb weniger Wochen wurden daher über 20 Patches veröffentlicht, durch die sich das Spiel deutlich verbesserte. So reduzierte GameStar den bugbedingten Wertungsmalus, ohne den das Spiel eine Wertung von 82 % erhalten hätte, später von 15 auf 5 Punkte. Metacritic ermittelte eine Bewertung von 73 Punkten, basierend auf 37 Kritiken.

## ErweiterungSoul Harvest
Am 28. Mai 2019 erschien das Standalone-Addon Soul Harvest. Dieses beinhaltet eine neue Kampagne mit etwa 20-stündiger Spielzeit sowie die beiden neuen Fraktionen der Dunkelelfen und Zwerge (bereits bekannt aus den Vorgängern).

### Rezeption
Anders als das Hauptspiel enthielt Soul Harvest zu Release kaum Bugs. Zudem konnte es sowohl inhaltlich als auch hinsichtlich des Umfangs überzeugen, sodass GameStar eine Wertung von 84 Punkten vergab.